# Ensemble Oberweserstraße
Das Ensemble Oberweserstraße befindet sich in Bremen, Stadtteil Mitte, Ortsteil Ostertor, Oberweserstraße  16 bis 21. Das Ensemble entstand 1898. Die Wohnhausgruppe steht seit 1973 unter Bremer Denkmalschutz.
Die kurze Oberweserstraße (früher Weserstraße) führt in Nord-Süd-Richtung von der Kreuzstraße bis zum Osterdeich an der Weser. Sie wurde benannt nach dem Oberlauf der Weser zwischen Hann. Münden und der Porta Westfalica; es gibt zudem eine nicht namensgebende ehemalige Gemeinde Oberweser.

## Geschichte
1849 wurden Gebiete vom Ortsteil Ostertor eingemeindet und die Bürger erhielten das volle Bürgerrecht von Bremen. Es wurde nach der Aufhebung der Torsperre verstärkt gebaut. Das gehobene Bürgertum baute nunmehr hier und verdrängten die weniger betuchten Schichten.
1898 wurde die Villa des Kaufmanns J.L. Egestorff am Osterdeich zwischen Deich- und Oberweserstraße abgerissen und das Grundstück neu bebaut; am Osterdeich mit vier großbürgerliche Reihenhäuser und in der Deich- und Oberweserstraße für den Mittelstand auf deutlich kleineren Parzellen jeweils sechs Wohnhäuser.

Die verblendeten, zweigeschossigen, dreiachsigen Vorstadthäuser von 1898 im Still des Historismus sind typische Bremer Häuser mit Satteldächern, schmuckreichen Friesen und gotisierenden Fensterbekrönungen. Zwei etwas repräsentativere, höhere Häuser (Nr. 20, 21) haben einen eisernen Wintergärten. 
Der im Stadtteil häufig vorkommende Häusertyp Bremer Haus wurde in Bremen zwischen der Mitte des 19. Jahrhunderts und den 1930er Jahren errichtet. Charakteristisch sind das Souterrain als Tiefparterre, die tiefe Gebäudeform und der seitliche Eingang.

Die weiteren Wohnhäuser in der Straße sind zumeist zwei- und auch dreigeschossig sowie am Osterdeich fünfgeschossig.
Heute (2018) werden die Häuser weiterhin für Wohnzwecke genutzt. 

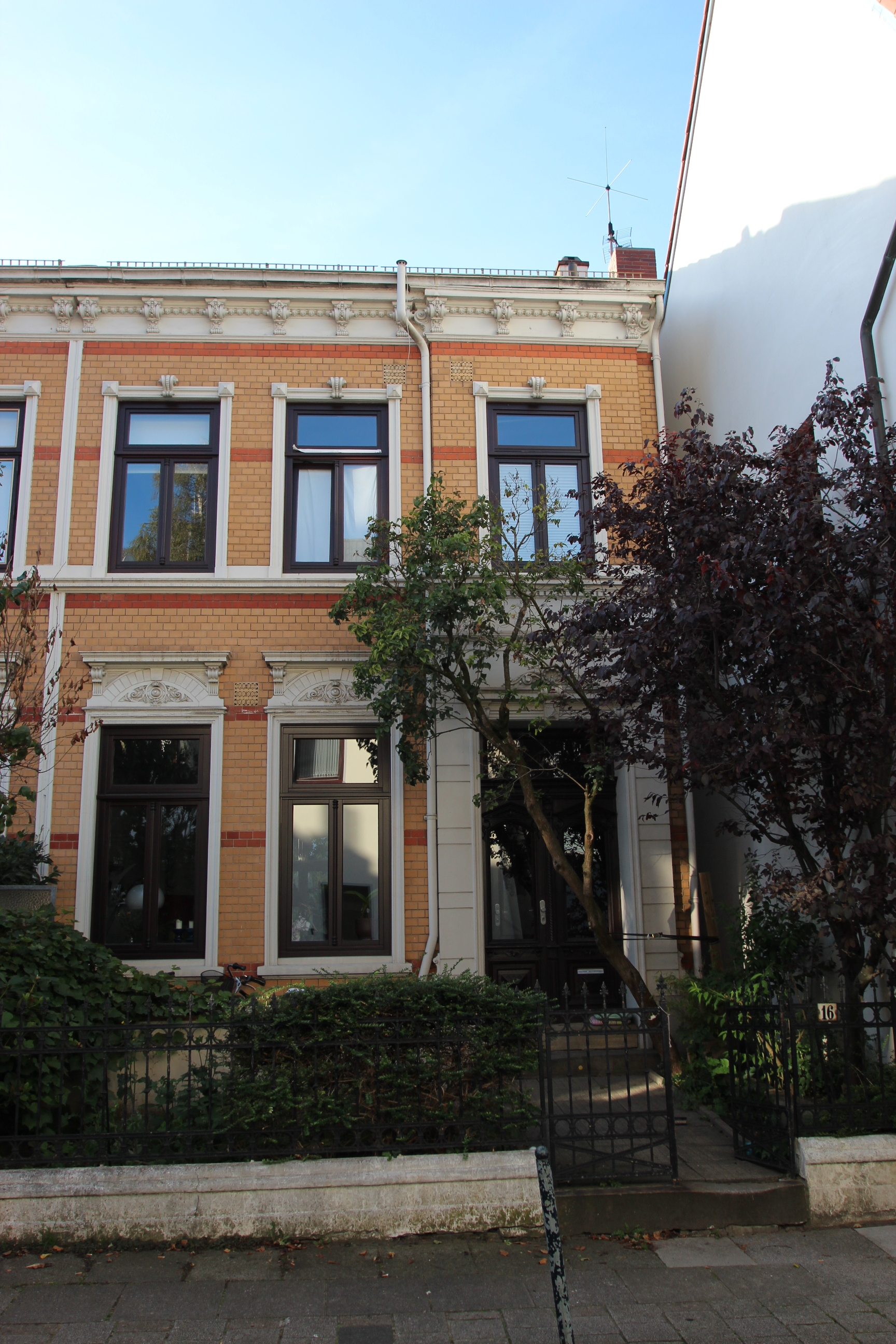
Nr. 16
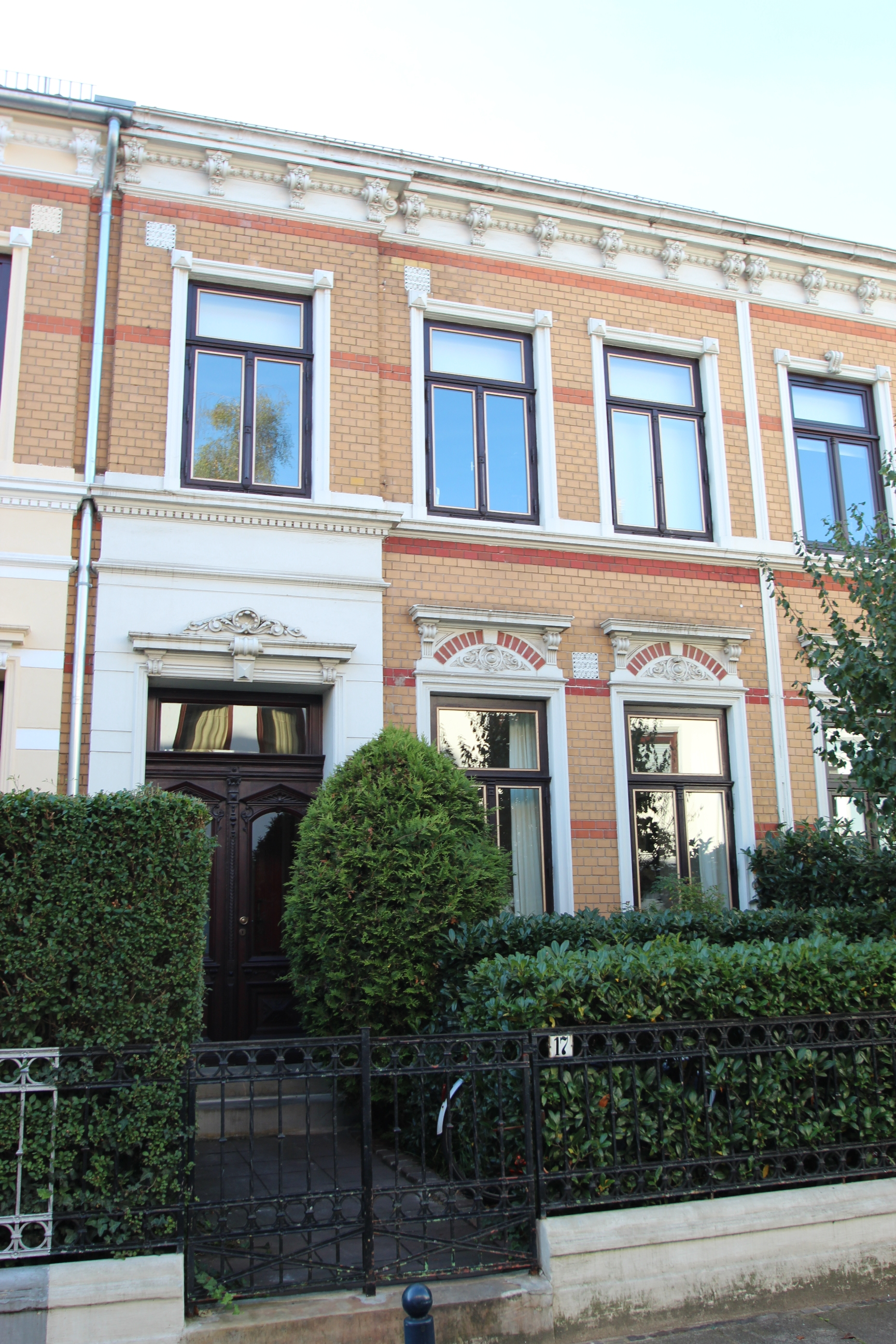
Nr. 17
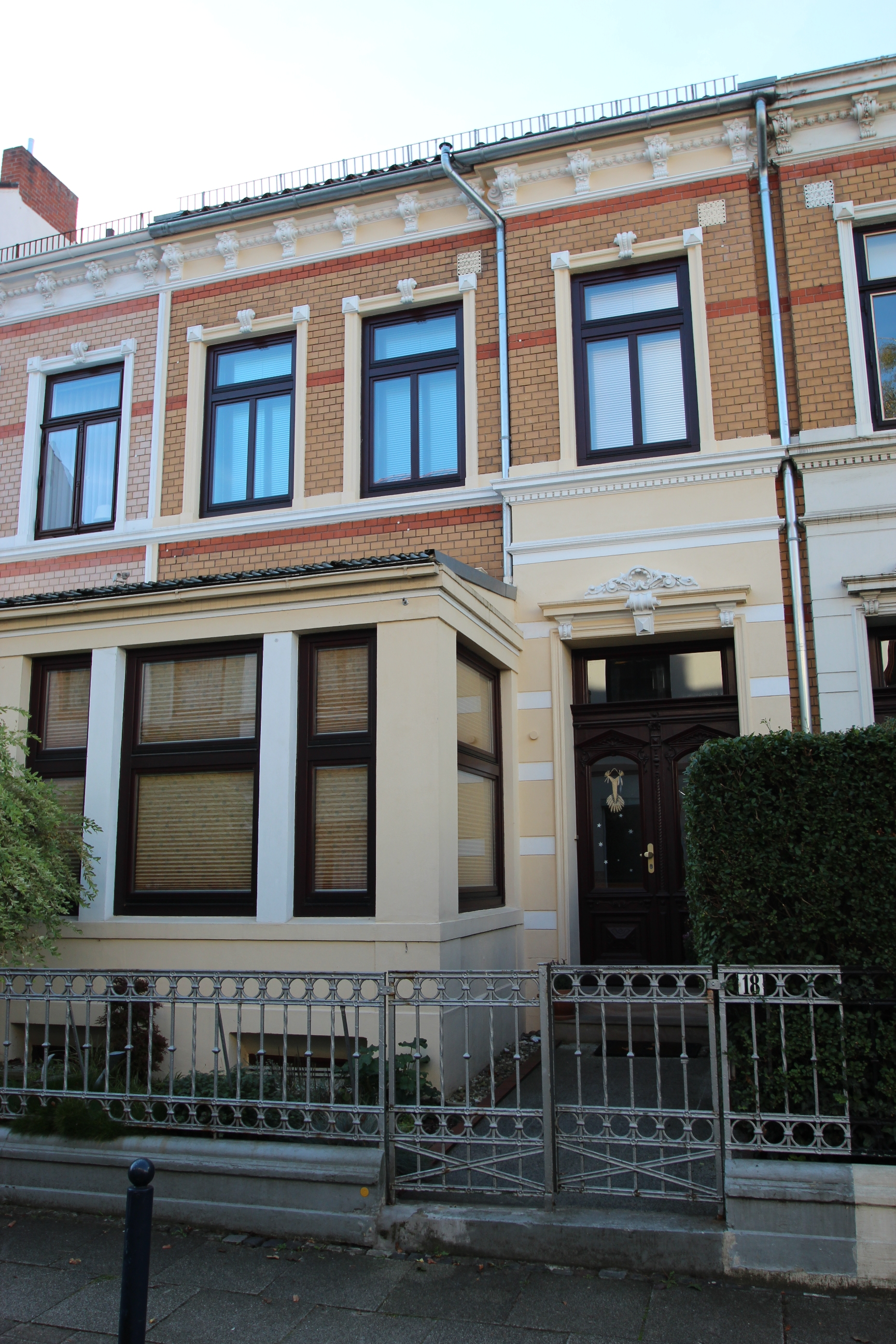
Nr. 18
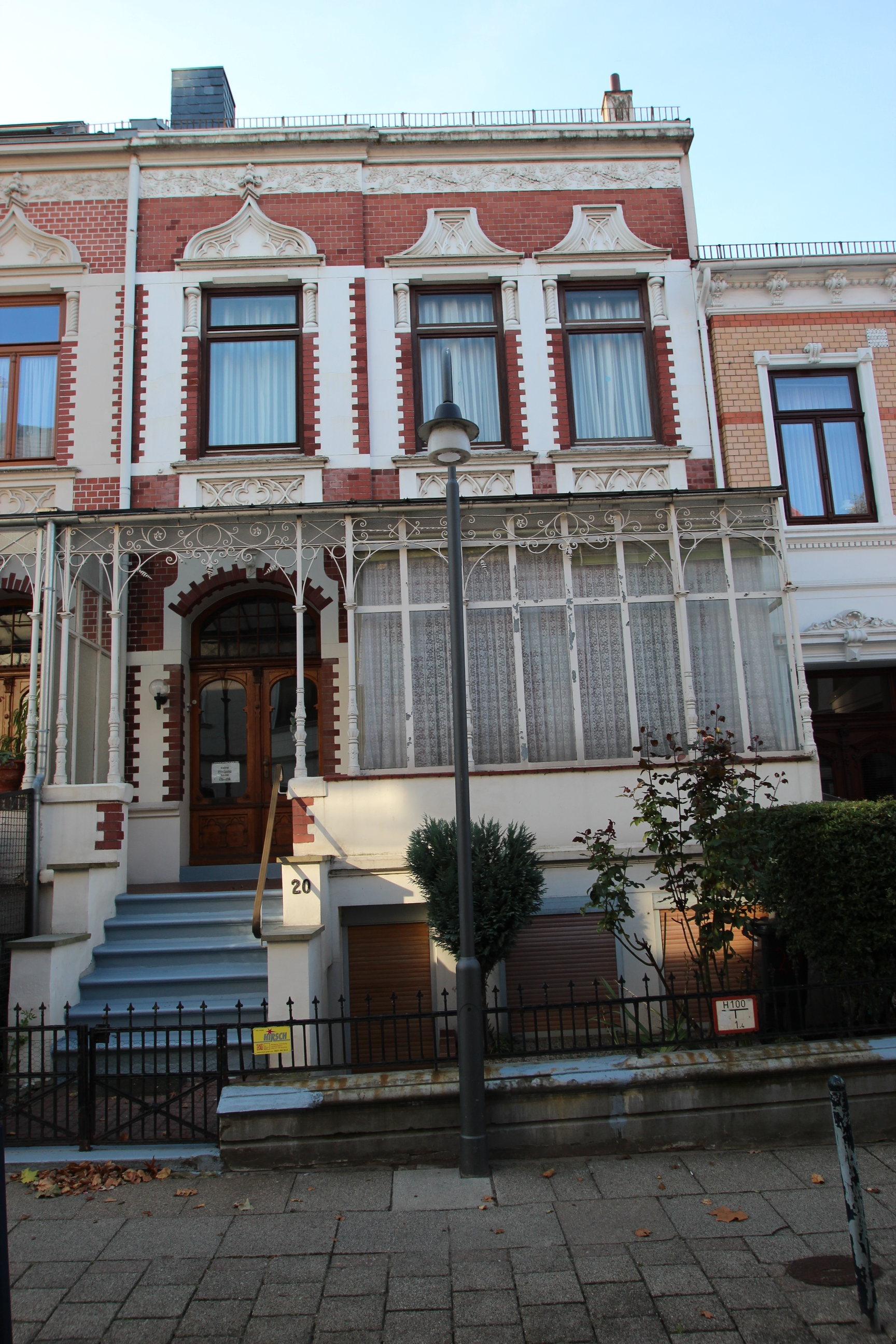
Nr. 20